# Street Fighter Alpha
Street Fighter Alpha: Warriors’ Dreams (ストリートファイターZERO, Sutorīto Faitā Zero) ist ein japanisches Arcade-Spiel von Capcom. Es ist ein Teil der gleichnamigen Spieleserie. Nach der Erstveröffentlichung auf dem CP System II im Juni 1995 wurde Street Fighter Alpha über die Jahrzehnte auf diverse Plattformen portiert und mehrfach neu aufgelegt.

## Spielprinzip
Street Fighter Alpha benutzt das überarbeitete Gameplay von Super Street Fighter II Turbo eingeführte Super Combo-System, indem es eine dreistufige Super Combo-Anzeige hinzufügt wurde. Wie bei Super Turbo füllt sich die Super Combo-Anzeige, wenn der Spieler normale und spezielle Techniken ausführt. Wenn die Anzeige Stufe 1 oder höher erreicht, kann der Spieler eine Super-Combo-Technik ausführen. Die Anzahl der gleichzeitig gedrückten Punch- oder Kick-Tasten bei der Ausführung einer Super Combo bestimmt die Menge, die verwendet wird. Zusätzlich zu Super Combos kann der Spieler auch eine spezielle Kontertechnik namens Alpha Counter (Zero Counter in der japanischen Version) ausführen, nachdem er den Angriff eines Gegners blockiert hat, was eine Stufe der Super Combo-Anzeige verbraucht.
Es gibt zwei Spielstile, die nach der Auswahl eines Charakters ausgewählt werden können: „Normal“ und „Auto“. Auto unterscheidet sich von Normal dadurch, dass der Charakter sich automatisch gegen eine begrenzte Anzahl von Angriffen schützt. Auto ermöglicht es dem Spieler auch, eine sofortige Super Combo auszuführen, indem er gleichzeitig einen Schlag und einen Tritt derselben Stärke ausführt, jedoch auf Kosten der Reduzierung des maximalen Levels der Super Combo-Anzeige auf eins. Es gibt auch neue grundlegende Techniken wie die Air Blocking, wo man sich in der Luft schützen kann.
Der Einzelspielermodus besteht aus acht Stages. M. Bison ist der Bossgegner. Es gibt auch zwei versteckte Charaktere. Das wäre Akuma und Dan. Wenn man bestimmte Voraussetzung erfüllt, kann man gegen die Charaktere antreten.

## Rezeption
In Japan listete Game Machine Street Fighter Zero in ihrer Ausgabe vom 1. August 1995 als zweiterfolgreichstes Arcade-Spiel des Monats. Computer and Video Games lobte die verbesserte Grafik und die innovativen Gameplay-Features wie das überarbeitete Super-Combo-System und die neue Alpha-Counter-Mechanik. Die Kritiker sagten, es sei „schnell, aufregend, visuell explosiv und für unser Geld ein absoluter Volltreffer“. Ein Kritiker von Next Generation kritisierte das Fehlen größerer Änderungen des Spiels gegenüber dem Vorgänger, aber lobt das Gameplay vom Spiel.